# Cortaderia nitida
El puchicango o sigse (Cortaderia nitida) es una especie de plantas de la familia Poaceae originaria, de Sudamérica.

## Descripción
Es una planta gruesa erecta perenne; con cañas de 1-1,5 m de alto; con vainas, glabras, la más inferior de hacinamiento, convirtiéndose en aplanadas y enrollados en la base de la planta con la edad; las láminas son alargadas, de 3-5 mm  de ancho, planas, pero convirtiéndose en espiral, muy escabrosa en los márgenes, con pelos en la superficie superior hacia la base; panículas 10-30 cm. largo, plateado o teñida de oro o púrpura, las ramas ascendentes o difusión, en lugar laxa, a veces desnuda en la base; espiguillas 10-14 mm de largo, en su mayoría de 3 flores, las glumas estrechas, acuminadas, superando los floretes; lemas 7-8 mm de longitud, acuminadas, bífida, los dientes con aristas 1-2 mm de largo, la arista 4-10 mm de largo.

## Distribución y hábitat
Se encuentra en barrancos y pantanos a gran altura, desde Costa Rica a Perú.

## Taxonomía
Cortaderia nitida fue descrita por (Kunth) Pilg. y publicado en Botanische Jahrbücher für Systematik, Pflanzengeschichte und Pflanzengeographie 37: 375. 1906.
Etimología
Cortaderia: nombre genérico que proviene del español que significa "para cortar", debido a las hojas con bordes filosos aserrados.
nitida: epíteto latíno que significa brillante.
Sinónimos
- Arundo calycina Willd. ex Steud.
- Arundo nitida Kunth
- Cortaderia sodiroana Hack.
- Gynerium nitidum (Kunth) Pilg.[5][6]